# Triff …/Episodenliste
Diese Episodenliste enthält alle Episoden der deutschen Doku-Fiktionsreihe Triff … des Fernsehsenders KiKA, in der die Moderatorin Clarissa Corrêa da Silva auf historische Personen trifft.

## Episoden

### Pilot
| Nr. | Originaltitel       | Erstausstrahlung D | Regie                     | Drehbuch                              |
| --- | ------------------- | ------------------ | ------------------------- | ------------------------------------- |
| 1 | Triff Martin Luther | 31. Okt. 2017      | Volker Schmidt-Sondermann | Volker Schmidt-Sondermann, Heike Fink |
| Reporterin Amy Mußul trifft durch ihre Zeitmaschine Martin Luther und ist dabei, als er 1505 bei einem Gewitter schwört, Mönch zu werden. In der Gegenwart sucht sie die Universität Erfurt und das Augustinerkloster auf und erfährt von Luthers Turmerlebnis und den 95 Thesen. Sie schaut sich an, wie Luther diese am 31. Oktober 1517 an die Schlosskirche in Wittenberg anschlägt. Weiter wird berichtet, wie Luther sich mit Papst Leo X. und Kaiser Karl V. angelegt hat und Amy trifft ihn in der Wartburg beim Übersetzen der Bibel. Nach einem Bericht über die Bauernaufstände ist sie schließlich auch anwesend, als er Vom Himmel hoch, da komm ich her dichtet. |                     |                    |                           |                                       |

### Staffel 1
| Nr. (ges.) | Nr. (St.) | Originaltitel            | Erstausstrahlung D | Regie                     | Drehbuch    |
| --- | --------- | ------------------------ | ------------------ | ------------------------- | ----------- |
| 2 | 1         | Triff Leonardo da Vinci  | 20. Jan. 2019      | Volker Schmidt-Sondermann | Pia Schädel |
| Reporterin Clarissa Corrêa da Silva trifft Leonardo da Vinci vor einem Testflug mit einer Flugmaschine, die er ihr erklärt, und besucht in Sinsheim eine Flugshow. Nach Erhalt einer italienischen Euromünze reist sie nach Mailand 1490, als da Vinci den Vitruvianischen Menschen zeichnet. Sie entdeckt in seiner Werkstatt eine Skizze des Abendmahls und betrachtet in der Gegenwart das fertige Bild in der Santa Maria delle Grazie. Da Vinci gibt ihr ein Rätsel in seiner Geheimschrift, der Spiegelschrift, nach dessen Lösung sie die Fachhochschule Bielefeld besucht, in der seine Erfindungen nachgebaut werden. Abschließend wird noch von der Mona Lisa berichtet und Clarissa wird selbst zum Modell für ihr Lächeln. |           |                          |                    |                           |             |
| 3 | 2         | Triff Kleopatra          | 27. Jan. 2019      | Volker Schmidt-Sondermann | Heike Fink  |
| Nachdem Clarissa für Kleopatra VII. den neuen Apis finden soll, sucht sie in der Gegenwart das Serapeum und die Unas-Pyramide auf. Dann ist sie beim ersten Treffen der Pharaonin 48 v. Chr. mit Julius Caesar anwesend. In der Gegenwart schaut Clarissa beim Tauchen in Alexandria die Ruinen von Kleopatras Palast an. Berichtet wird über die Beziehung der Pharaonin mit Cäsar bis zu seinem Tod, dann mit Marcus Antonius bis zur Schlacht bei Actium und ihren Selbstmorden. Abschließend bringt Clarissa Kleopatra auf die Idee zur Wette mit Marcus Antonius, bei der sie eine Perle in Essig aufgelöst geschlürft haben soll. |           |                          |                    |                           |             |
| 4 | 3         | Triff Friedrich Schiller | 3. Feb. 2019       | Volker Schmidt-Sondermann | Heike Fink  |
| Clarissa kommt bei Friedrich Schiller an, als er nach Veröffentlichung der Die Räuber in Arrest ist, und schaut sich das Stück in der Gegenwart im Nationaltheater Mannheim an. Schiller flieht mit Clarissa nach Mannheim, und nachdem sein weiterer Weg bis zur Veröffentlichung der Ode An die Freude berichtet wird, besucht Clarissa eine Geburtstagsfeier in seiner Heimatstadt Marbach, wo diese gesungen wird, sowie das Schiller-Nationalmuseum. Nachdem sie ihm hilft, sich zwischen Charlotte und Caroline von Lengefeld zu entscheiden, trifft Clarissa ihn in Weimar im Balladenjahr zusammen mit Goethe, worauf von ihrer Freundschaft bis zu seinem Tod berichtet wird. Mit Schülern begibt Clarissa sich auf die Suche nach seinem Schädel, auch in seinem Wohnhaus und der Fürstengruft. Abschließend besucht sie ihn vor seinem Tod beim Schreiben an Wilhelm Tell. |           |                          |                    |                           |             |

### Staffel 2
| Nr. (ges.) | Nr. (St.) | Originaltitel              | Erstausstrahlung D | Regie                     | Drehbuch                             |
| --- | --------- | -------------------------- | ------------------ | ------------------------- | ------------------------------------ |
| 5 | 1         | Triff Marie Curie          | 12. Jan. 2020      | Volker Schmidt-Sondermann | Heike Fink, Elena Horn               |
| Clarissa trifft Marie Curie zuerst an der Front im Ersten Weltkrieg mit einem Röntgenwagen, dessen Zukunft sie sich in Form der Computertomographie anschaut. Berichtet wird von ihrer Kindheit in Warschau, das damals unter russischer Herrschaft stand, und ihrem Studium in Frankreich, nach dem sie mit Pierre Curie zusammenarbeitet. Clarissa erlebt dort aber auch Maries Heimweh nach Polen. Auch hilft sie den beiden bei der Arbeit an Pechblende, durch die sie die Elemente Polonium und Radium entdeckten, wofür sie den Nobelpreis erhielten. Da Marie nach Pierres Tod seinen Lehrstuhl übernommen hat, sucht Clarissa wie zuvor schon die polnische Maria-Curie-Skłodowska-Universität auch die Sorbonne in Frankreich auf, wo ihr das berühmte Foto der Ersten Solvay-Konferenz mit Marie, umringt von Männern, darunter Albert Einstein, gezeigt wird. Sie schließt damit, dass Strahlung sowohl sehr gefährlich, als auch helfen kann.                                         |           |                            |                    |                           |                                      |
| 6 | 2         | Triff Ludwig van Beethoven | 19. Jan. 2020      | Volker Schmidt-Sondermann | Heike Fink, Simone Höft              |
| Clarissa trifft Ludwig van Beethoven im Kummer über seinen Gehörverlust. Berichtet wird über seine Tätigkeiten in Bonn und Wien, wo er komponiert, und die Wirkung seiner Musik. In der Gegenwart begegnet sie zum einen die berühmte Pianistin Alice Sara Ott und die gehörlose Tänzerin Kassandra Wedel, um nachzuspüren, wie man Musik fühlt, ohne sie zu hören. Als sie zu Ludwig zurückkehrt, widmet dieser ihr Für Elise, wobei thematisiert wird, dass weder die Identität der Elise noch der unsterblichen Geliebten bekannt ist. Während er die 9. Sinfonie komponiert, unterhält sie sich mit ihm durch ein Konversationsheft. Dem Stück lauscht sie zum Abschluss bei einem Konzert in der Kölner Philharmonie. |           |                            |                    |                           |                                      |
| 7 | 3         | Triff Harriet Tubman       | 26. Jan. 2020      | Volker Schmidt-Sondermann | Clarissa Corrêa da Silva, Heike Fink |
| Clarissa trifft Harriet Tubman als Kind bei der Sklavenarbeit und beobachtet ihre „erste bekannte Heldentat“, wie sie eine schwere Kopfverletzung erlitt. Berichtet wird die Geschichte der Sklaverei in den Vereinigten Staaten; sowie von Harriets Heirat und dass sie verkauft werden soll. Da begegnet Clarissa ihr vor ihrer Flucht 1849, deren Weg Clarissa im Harriet-Tubman-Nationalpark nachgeht. Erklärt wird der Underground Railroad mit den Codewörtern. Clarissa landet im Haus des Helfers Thomas Garrett, als Harriet vorbeikommt, und hört dort ihren Spitznamen „Moses“, dessen Bedeutung sie mit dem Lied Go down Moses vertieft. Berichtet wird von Harriets Sklavenbefreiungen, ihrer Beteiligung am Sezessionskrieg und für das Frauenwahlrecht. Schließlich trifft Clarissa in der Gegenwart noch Nachfahren Harriets und die Schülerin Sofia, die mit 8 Jahren durch einen Brief an Barack Obama die Kampagne anstieß, Harriet Tubman auf dem 20-Dollar-Schein abzubilden. |           |                            |                    |                           |                                      |
| 8 | 4         | Triff Alexander den Großen | 2. Feb. 2020       | Volker Schmidt-Sondermann | Heike Fink, Elena Horn               |
| Clarissa kommt auf Bukephalos reitend bei Alexander an und erlebt ihn als wütend und stolz auf Makedonien. Erzählt wird von Alexanders Ausbildung in Ringen und durch Sokrates, dank dessen Unterricht der Ilias Achilles Alexanders Vorbild wird. Nachdem Alexander neuer König ist, wird mit einer Karte sein Persienfeldzug nachvollzogen: In Gordion erlebt Clarissa mit, wie er den Gordischen Knoten durchschlägt. Dargestellt werden die siegreichen Schlachten bei Issos und von Gaugamela gegen Dareios III. Clarissa ist bei Alexanders Orakelspruch in Siwa anwesend und betrachtet im Berliner Pergamonmuseum die Prozessionsstraße und das Ischtar-Tor, um sich Alexanders Einzug in Babylon vorzustellen. Nach Dareios’ Tod ist Alexander persischer Großkönig und heiratet Roxane, die Clarissa auch kennenlernt. In Indien nach seiner verlustreichsten Schlacht und einer Meuterei seiner Soldaten erlebt Clarissa noch einmal den Größenwahn und einen Wutanfall Alexanders.     |           |                            |                    |                           |                                      |

### Staffel 3
| Nr. (ges.) | Nr. (St.) | Originaltitel                    | Erstausstrahlung D | Regie                     | Drehbuch         |
| --- | --------- | -------------------------------- | ------------------ | ------------------------- | ---------------- |
| 9 | 1         | Triff Astrid Lindgren            | 7. Dez. 2022       | Volker Schmidt-Sondermann | Heike Fink       |
| Clarissa sieht, wie Astrid Lindgren für ihre kranke, im Bett liegende Tochter Karin die Figur Pippi Langstrumpf erfindet, ein starkes und rebellisches Mädchen, und verfolgt deren Rezeption bis heute durch die Band Skatoons. Im Stockholm der Gegenwart besucht sie das Kindermuseum Junibacken und Astrid Lindgrens Wohnung. Nachdem erzählt wird, wie die junge Astrid zur Zeitung kam und von ihrem Chef geschwängert wurde, ist Clarissa dabei, als sie ihren Sohn Lasse nach Hause holt, worauf auch ihre Jungenfiguren wie Michel aus Lönneberga erkundet werden. Die Rede Niemals Gewalt betont ihren Einsatz für Kinderrechte, Clarissas Lieblingsfigur Ronja Räubertochter den Einsatz für Naturschutz. |           |                                  |                    |                           |                  |
| 10 | 2         | Triff Karl den Großen            | 20. Jan. 2021      | Volker Schmidt-Sondermann | Simone Höft      |
| Clarissa inspiriert Karl dazu, die Sachsen taufen zu lassen, und zu den Minuskeln. So wird über seine Kriege und Bildungsbemühungen berichtet. In der Gegenwart besucht sie ein Mittelalterfest, auf dem eine seiner Schlachten nachgestellt ist, und das Freilichtlabor Lauresham, wo ein typischer Hof karolingischer Zeit nachgebaut ist. Nach einem Treffen mit Karls Tochter Rotrud betrachtet Clarissa im Aachener Dom unter anderem den Karlsschrein. Sie stellt aber auch klar, dass er nicht dort gekrönt wurde, und reist zu seiner Krönung in Rom durch den Papst. |           |                                  |                    |                           |                  |
| 11 | 3         | Triff Napoleon                   | 13. Jan. 2021      | Volker Schmidt-Sondermann | Christian Heynen |
| Clarissa ist als erstes bei der Krönung Napoleons als Kaiser dabei. Rückschauend wird dann berichtet, wie aus einem korsischen Jungen ein französischer Offizier wurde. Dazu besucht sie zunächst die Militärschule von Brienne-le-Château, auf der er Schüler war, und später den belgischen Comiczeichner Stédo, der Napoleon als aufbrausenden Feldherrn zeichnet. Clarissa schaut sich die historische Schlacht bei Austerlitz an; für die Völkerschlacht bei Leipzig wiederum besucht sie ein Reenactment. Nachdem Napoleon auf St. Helena verbannt wurde, trifft sie ihn dort ein letztes Mal vor seinem Tod.                                                                                                 |           |                                  |                    |                           |                  |
| 12 | 4         | Triff Johann Wolfgang von Goethe | 3. Feb. 2021       | Volker Schmidt-Sondermann | Christian Heynen |
| Clarissa trifft Goethe zuerst als Studenten, der vom Vater gedrängt wird Anwalt zu werden, aber lieber frei sein und schreiben will. Dann erlebt sie zwei Seiten des Erwachsenen: mit dem Herzog von Weimar treibt er Scherze, doch als dessen Beamter ist er ernst und arbeitsam. Goethes Erfolg und Nachwirkung als Dichter und Schriftsteller spürt Clarissa unter anderem mit Goethes Gartenhaus in Weimar und durch den Rapper Doppel-U, der Den Zauberlehrling von Kindern rappen lässt. Zur Entstehung von Faust schaut sie wieder Goethe zu. |           |                                  |                    |                           |                  |

### Staffel 4
| Nr. (ges.) | Nr. (St.) | Originaltitel                 | Erstausstrahlung D | Regie                     | Drehbuch                 |
| --- | --------- | ----------------------------- | ------------------ | ------------------------- | ------------------------ |
| 13 | 1         | Triff Cäsar                   | 5. Jan. 2022       | Volker Schmidt-Sondermann | Christian Heynen         |
| Clarissa begegnet Caesar zuerst im Gallischen Krieg und erhält seine Kommentare. Nach seinen Erfolgen trifft sie ihn wieder am Rubikon, bevor er durch dessen Überquerung einen Bürgerkrieg auslöst. Noch während der Krieg weiterläuft, findet sie ihn in Alexandrien mit Kleopatra. Nach seiner Rückkehr nach Rom als Diktator trifft sie ihn noch einmal vor einem Triumphzug und zuletzt vor der Senatssitzung, in der er ermordet wird, aber kann ihn nicht davon abhalten, dorthin zu gehen. |           |                               |                    |                           |                          |
| 14 | 2         | Triff Elisabeth von Thüringen | 12. Jan. 2022      | Volker Schmidt-Sondermann | Christian Heynen         |
| Clarissa begegnet der ungarischen Prinzessin Elisabeth von Thüringen in der Wartburg und der Stadt Eisenach, wie sie ablehnt edle Gewänder zu tragen oder Speisen zu essen und wie sie sich um die Armen kümmert. Nachdem ihr Schwager Heinrich Raspe IV. an die Macht kommt, verlässt sie die Burg und lebt selbst in Armut. Als sie wiederum durch Ekbert von Bamberg zu Geld kommt, stiftet sie ein Hospital, wo Clarissa sie im Sterben liegend noch einmal sieht. In der Gegenwart besucht Clarissa die Wartburg und das Hospital. |           |                               |                    |                           |                          |
| 15 | 3         | Triff Wolfgang Amadeus Mozart | 26. Jan. 2022      | Volker Schmidt-Sondermann | Simone Höft              |
| Clarissa begegnet Mozart zuerst, als er mit vierzehn Jahren das Miserere korrekt aufschreibt. Sie besucht sein Geburtshaus in Salzburg, das heute ein Museum ist. Dann berät sie wieder Mozart im Konflikt mit Erzbischof Colloredo, damit er in Wien bleiben kann, und mit Kaiser Joseph II., damit die Oper Figaros Hochzeit aufgeführt werden kann. Nach einigem Misserfolg erhält er noch den Auftrag zum Requiem. Zur modernen Rezeption seiner Musik besucht sie das Mozart-Kinderorchester der Stiftung Mozarteum und das Salzburger Marionettentheater, in dem die Zauberflöte gespielt wird. |           |                               |                    |                           |                          |
| 16 | 4         | Triff Anne Frank              | 12. Juni 2022      | Volker Schmidt-Sondermann | Matthias Huff, Tina Wilß |
| Clarissa landet zuerst bei Anne Frank an dem Geburtstag, an dem sie ihr Tagebuch erhält. Erzählt wird vom Aufstieg der Nationalsozialisten und ihrer Judenverfolgung, durch die Annes Familie erst nach Amsterdam flieht und sich dann auch dort verstecken muss. Clarissa ist dabei, wie Miep Gies und Anne sich darauf vorbereiten, und mehrmals im Hinterhaus bei Anne, etwa mit Peter van Pels. Die Erzählung rekapituliert, wie die Familie entdeckt und deportiert wird und Anne im KZ Bergen-Belsen stirbt, ihr Vater aber nach dem Krieg das Tagebuch veröffentlicht. In der Gegenwart besucht Clarissa mit Schülerinnen das Anne-Frank-Haus und trifft Jacqueline van Maarsen, eine damalige Freundin Annes. |           |                               |                    |                           |                          |

### Staffel 5
| Nr. (ges.) | Nr. (St.) | Originaltitel                 | Erstausstrahlung D | Regie                     | Drehbuch                                |
| --- | --------- | ----------------------------- | ------------------ | ------------------------- | --------------------------------------- |
| 17 | 1         | Triff Frida Kahlo             | 30. Nov. 2022      | Volker Schmidt-Sondermann | Clarissa Corrêa da Silva, Matthias Huff |
| Clarissa ist zuerst bei dem Busunfall 1925 dabei, durch den Frida Kahlo Gipskorsette tragen und im Bett liegen muss, wo Clarissa ihr die Idee gibt, Selbstporträts zu ihrem Markenzeichen zu machen. In der Gegenwart besucht Clarissa Fridas Geburtshaus Casa Azul und die Stufentempel in Teotihuacán, wo sie mit Tehuana-Frauen spricht, denn erläutert wird, was Frida in ihrer Kunst besonders wichtig ist, ihre indigenen Wurzeln und revolutionäre Politik. Clarissa trifft bei einer Demonstration Frida und Diego Rivera, deren wechselhafte Liebesgeschichte erzählt wird, sowie wie es ihr mit den Jahren immer schlechter ging, bis Frida schließlich verstarb. Wie der Tod zur mexikanischen Kultur gehört, erkundet Clarissa, indem sie mit einer Familie den Tag der Toten begeht. Als letztes ist sie auf der Feier zu Fridas Ausstellung 1953. |           |                               |                    |                           |                                         |
| 18 | 2         | Triff Albert Einstein         | 11. Jan. 2023      | Volker Schmidt-Sondermann | Clarissa Corrêa da Silva                |
| Clarissa kommt zuerst 1951 in das Auto, von dem aus Albert Einstein für ein Foto seine Zunge herausstreckt. Beschrieben wird aus seinem Leben die Kindheit, der Lehrberuf und die Beziehung zu der Studentin Mileva Marić, die ihm bei seinen wissenschaftlichen Arbeiten hilft. In Berlin wird er Professor, heiratet Elsa Einstein und erhält den Nobelpreis für Physik. Clarissa erlebt eine seiner Vorlesung speziell für jüdische Studenten mit. Im Zweiten Weltkrieg unterstützt er, dass die USA vor Deutschland eine Atombombe baut, aber nicht, dass sie über Japan abgeworfen werden soll. In der Gegenwart, um die Relativitätstheorie zu verstehen, erläutert Clarissa mit einer Straßenbahn, dass Zeit relativ ist; die Formel E=mc² wird durch die Sonne erklärt. Am Max-Planck-Institut für Gravitationsphysik trifft Clarissa Michèle Heurs, die ihr einen Gravitationswellendetektor zeigt. |           |                               |                    |                           |                                         |
| 19 | 3         | Triff Eleonore von Aquitanien | 18. Jan. 2023      | Volker Schmidt-Sondermann | Simone Höft                             |
| Immer wieder bekommt Clarissa mit, dass Eleonore von Aquitanien als Frau auf Widerstand stößt, wenn sie mitbestimmen will, aber auch, dass Aquitanien viel Wert und sie damit Einfluss hat. Erzählt wird ihre Abstammung aus dem Herzogtum Aquitanien, bis sie 1137 mit dreizehn Jahren Ludwig VII. heiraten musste und Königin von Frankreich wurde. Auf Burg Linn lässt Clarissa sich erklären, warum Mädchen im Mittelalter so früh verheiratet wurden. Nachdem Ludwig und Eleonore zu einem Kreuzzug ausgezogen sind, trifft Clarissa sie im Streit, weil Ludwig Edessa doch nicht mehr erobern will, wieder. Der führt 1154 zu ihrer Scheidung und Neuheirat mit Heinrich II., der König von England wird. Eleonore unterstützt 1173 aber ihre Söhne bei einer Revolte gegen ihn, und wird, als Heinrich zu gewinnen scheint, von Clarissa bei der Flucht unterstützt. Nach Ludwigs Tod 1180 bekommt sie unter Richard Löwenherz endlich Macht und zieht sogar persönlich in den Krieg. Ein letztes Mal ist Clarissa dabei, als Eleonore 1199 Philipp II. huldigt, um Aquitaniens Unabhängigkeit zu sichern. |           |                               |                    |                           |                                         |
| 20 | 4         | Triff die Brüder Grimm        | 25. Jan. 2023      | Volker Schmidt-Sondermann | Andre Georgi                            |
| Clarissa erlebt, wie den Brüder Grimm die Märchen Rumpelstilzchen und Hänsel und Gretel erzählt werden, und erkennt so, dass sie diese nicht selbst ausgedacht, sondern aufgeschrieben haben, sowie ihre unterschiedlichen Arbeitsweisen zwischen Kinder- und Volksmärchen. Sie sieht die prekäre Lage, in der Jakob Grimm sich um die Familie kümmern und für Jérôme Bonaparte arbeiten mus In der Gegenwart besucht sie die Trendelburg, wo eine Darstellerin Rapunzel spielt. Sie trifft den Wissenschaftler Holger Ehrhardt in der Grimmwelt Kassel und die Band Schandmaul. Berichtet wird schließlich noch von der Tätigkeit der Grimms am Deutschen Wörterbuch und Wilhelm Grimms Heirat mit Dortchen Wild. |           |                               |                    |                           |                                         |
| 21 | 5         | Triff Gudridur                | 1. Feb. 2023       | Volker Schmidt-Sondermann | Christian Heynen                        |
| Clarissa landet in Nordamerika, gerade als dort das Schiff der Isländerin Gudridur ankommt, und erfährt so, dass die Wikinger nicht nur Seeräuber, sondern auch Händler waren. Berichtet wird, wie Gudridur nach den Erzählungen von Erik dem Roten nach Grönland übersiedelte, sie aber bald durch Leif Eriksson inspiriert nach Vinland reisen will. Clarissa ist dabei, als die Christin Gudridur an einem heidnischen Ritual einer Seherin teilnehmen soll. Sie plant und vollzieht mit ihrem Mann Thorfinn Karlsefni ihre Expedition nach Vinland, wo sie ihren Sohn bekommt und es zu Spannungen mit den einheimischen Skrælingar kommt. Wieder in Island ist Clarissa da, als Gudridur zur Pilgerreise nach Rom aufbricht. In der Gegenwart besucht Clarissa in Reykjavík das Arni-Magnusson-Archiv und sieht dort ein Exemplar der Erikssaga, aus der Informationen über Gudridur stammen. Im Viking World Museum in Njarðvík lernt sie über die Wikingerschiffe. |           |                               |                    |                           |                                         |

### Staffel 6
| Nr. (ges.) | Nr. (St.) | Originaltitel            | Erstausstrahlung D | Regie                     | Drehbuch         |
| --- | --------- | ------------------------ | ------------------ | ------------------------- | ---------------- |
| 22 | 1         | Triff Muhammad Ali       | 17. Jan. 2024      | Volker Schmidt-Sondermann | Christian Heynen |
| Clarissa landet zuerst im Jahr 1964 einen Tag vor dem Boxkampf Cassius Clay gegen Sonny Liston und erlebt Clays Arroganz. 1965 erklärt er ihr, warum er seinen Namen geändert hat und zum Islam konvertiert ist. Er tritt selbstbewusst, frech und mit einer rap-haften Sprache auf. Dazu zeigt in Berlin John Kantara Clarissa Clays Musikalbum „I’m the Greatest“. Dann ist sie 1967 dabei, als er den Wehrdienst zum Vietnamkrieg verweigert, wodurch er seinen Titel verliert und sowohl als Verräter wie auch Nationalheld gilt. Erzählt werden nach dem Krief seine zwei größten Kämpfe, der „Rumble in the Jungle“ und der „Thrilla in Manila“, aber auch das Karriereende und seine Parkinson-Krankheit als letzter Kampf. In der Gegenwart fängt Clarissa Stimmen prominenter Bewunderer und Bekannten Alis ein, darunter sein Bodyguard und sein Manager.                                            |           |                          |                    |                           |                  |
| 23 | 2         | Triff Bertha von Suttner | 24. Jan. 2024      | Volker Schmidt-Sondermann | Simone Höft      |
| Clarissa kommt 1875 an, als Bertha, die Gräfin Kinsky, als Gouvernante der Suttners entlassen und dafür Privatsekretärin von Alfred Nobel wird, dem Erfinder des Dynamits. Bertha erklärt Clarissa, dass laut Nobel seine Erfindung Krieg verhindern soll. Erzählt wird, wie Bertha und Arthur Gundaccar von Suttner heiraten und beginnen, über Frieden zu schreiben, so Bertha den Roman Die Waffen nieder!, und von dessen Erfolg für die Friedensbewegung. Im Militärhistorischen Museum der Bundeswehr erfährt Clarissa, wie zu Berthas Zeiten über Krieg gedacht wurde, dass nämlich Sieg über Frieden stand. Auch besucht sie den Friedenspalast in der Stadt Den Haag, in der Bertha 1899 an der Ersten Haager Friedenskonferenz teilgenommen hat, und sieht dort den Sitz des Internationalen Gerichtshofs. 1905 ist sie dabei, wie Bertha den Friedensnobelpreis erhält.                             |           |                          |                    |                           |                  |
| 24 | 3         | Triff Paulus             | 31. Jan. 2024      | Volker Schmidt-Sondermann | Matthias Huff    |
| Clarissa sieht Paulus von Tarsus das erste Mal 30 nach Christus, als er noch unter dem Namen Saulus selbst Christus verfolgt, ist dann aber auch beim Damaskuserlebnis dabei, das ihn zum Gläubigen macht, und erlebt, wie er wiederum als Verkünder verfolgt wird. Nachdem Paulus’ Theologie erklärt wird, die den Glauben an den gekreuzigten und auferstandenen Jesus Christus – „das Wort vom Kreuz“ – in den Mittelpunkt stellt, erkundet Clarissa, wie dieses heute verkündet wird, indem sie die christlichen Rapper O’Bros besucht und einen Mönch auf der Frankfurter Zeil. Erzählt wird von Paulus’ Verbreitung des Christentums durch Gemeindegründungen, lange Reisen und den dabei geschriebenen Briefen in der Bibel. Clarissa ist in der Gegenwart zu einer Taufe eingeladen, bei der das getaufte Mädchen aus dem Hohelied der Liebe vorliest, sowie dabei, als Paulus dieses geschrieben hat. |           |                          |                    |                           |                  |

### Staffel 7
| Nr. (ges.) | Nr. (St.) | Originaltitel             | Erstausstrahlung D | Regie                     | Drehbuch                 |
| --- | --------- | ------------------------- | ------------------ | ------------------------- | ------------------------ |
| 25 | 1         | Triff Queen Elisabeth II. | 8. Jan. 2025       | Volker Schmidt-Sondermann | Clarissa Corrêa da Silva |
| Clarissa trifft Elisabeth II. zuerst am 2. Juni 1953 kurz vor ihrer Krönung. Erklärt wird das britische Regierungssystem der parlamentarischen Monarchie, zu dem Clarissa beispielhaft ein Treffen zwischen der Königin und Premierminister Winston Churchill sieht. Im Jahr 1992, dem skandalträchtigen Annus horribilis, trifft Clarissa die Königin mit ihren Corgis. Die Länge ihrer Amtszeit wird dadurch deutlich, dass von ihren Thronjubiläen berichtet wird und Clarissa bei ihrem 90. Geburtstag dabei ist. Im gegenwärtigen London untersucht Clarissa die Wirkung und Wahrnehmung der britischen Königsfamilie und spricht etwa mit einer Trainerin für Etikette in Gegenwart der Royals, einer Sammlerin von Fanartikeln und zwei Journalistinnen, die den schlechten Ruf der Royals bei jungen Personen unter anderem durch den Umgang mit Meghan Markle und der Kolonialgeschichte des British Empire erklären. |           |                           |                    |                           |                          |
| 26 | 2         | Triff Sokrates            | 12. Feb. 2025      | Volker Schmidt-Sondermann |                          |

## Webreihen

### Triff berühmte Wissenschaftlerinnen
| Video | Titel/Wissenschaftlerin                    | Länge | Veröffentlichung |
| ----- | ------------------------------------------ | ----- | ---------------- |
| 1     | Marie Curie: Chemikerin und Physikerin     | 01:00 | 11. Januar 2020  |
| 2     | Katherine Johnson: Mathematikerin          | 01:24 | 11. Januar 2020  |
| 3     | Wang Zhenyi: Naturwissenschaftlerin        | 01:17 | 11. Januar 2020  |
| 4     | Ada Lovelace: Mathe-Ass                    | 01:33 | 11. Januar 2020  |
| 5     | Jane Goodall: Verhaltensforscherin         | 01:31 | 11. Januar 2020  |
| 6     | Mary Anning: Fossiliensammlerin            | 01:38 | 11. Januar 2020  |
| 7     | Maria Sibylla Merian: Naturforscherin      | 01:34 | 11. Januar 2020  |
| 8     | Hedy Lamarr: Schauspielerin und Erfinderin | 01:39 | 11. Januar 2020  |
| 9     | Alice Ball: Chemikerin                     | 01:21 | 11. Januar 2020  |
| 10    | Walentina Tereschkowa: Astronautin         | 01:42 | 11. Januar 2020  |

### Triff berühmte Künstlerinnen
| Video | Titel/Künstlerin                                                    | Länge | Veröffentlichung |
| ----- | ------------------------------------------------------------------- | ----- | ---------------- |
| 1     | Enheduana: Die erste Autorin der Weltgeschichte                     | 01:15 | 11. Januar 2021  |
| 2     | Umm Kulthum: Die Gesangslegende aus Ägypten                         | 01:30 | 11. Januar 2021  |
| 3     | Frida Kahlo: Die berühmteste Malerin Mexikos                        | 01:12 | 11. Januar 2021  |
| 4     | Astrid Lindgren: Die Schöpferin von Pippi Langstrumpf               | 01:26 | 11. Januar 2021  |
| 5     | Clara Schumann: Die erste bekannte Pianistin                        | 01:33 | 11. Januar 2021  |
| 6     | Toni Morrison: Afroamerikanische Literaturnobelpreisträgerin        | 01:30 | 11. Januar 2021  |
| 7     | Murasaki Shikibu: Die Autorin des ersten modernen Romans            | 01:18 | 11. Januar 2021  |
| 8     | Artemisia Gentileschi: Das künstlerische Supertalent der Barockzeit | 01:25 | 11. Januar 2021  |
| 9     | Niki de Saint Phalle: Die Schöpferin der Nanas                      | 01:21 | 11. Januar 2021  |
| 10    | Alicia Alonso: Die blinde Primaballerina                            | 01:28 | 11. Januar 2021  |

### Triff berühmte Komponistinnen und Komponisten
| Video | Titel/Komponist(in)                                                             | Länge | Veröffentlichung |
| ----- | ------------------------------------------------------------------------------- | ----- | ---------------- |
| 1     | Johann Sebastian Bach: Für viele der größte Komponist aller Zeiten              | 01:31 | 5. Januar 2022   |
| 2     | Ludwig van Beethoven: Der erste große Musikromantiker                           | 01:33 | 5. Januar 2022   |
| 3     | Fanny Hensel: Die bedeutendste Komponistin des 19. Jahrhunderts                 | 01:27 | 5. Januar 2022   |
| 4     | Joseph Haydn: Der Schöpfer der Wiener Klassik                                   | 01:33 | 5. Januar 2022   |
| 5     | Wolfgang Amadeus Mozart: Einer der bekanntesten Komponisten der Musikgeschichte | 01:42 | 5. Januar 2022   |
| 6     | Peter Tschaikowsky: Der gefühlvollste Komponist Russlands                       | 01:31 | 5. Januar 2022   |
| 7     | Antonio Vivaldi: Die italienische Musikgröße aus der Barockzeit                 | 01:16 | 5. Januar 2022   |
| 8     | Clara Schumann: Die berühmteste Pianistin ihrer Zeit                            | 01:16 | 5. Januar 2022   |

### Triff berühmte Herrscherinnen
| Video | Titel/Herrscherin                                             | Länge | Veröffentlichung  |
| ----- | ------------------------------------------------------------- | ----- | ----------------- |
| 1     | Katharina die Große: Russlands geliebte Kaiserin              | 01:30 | 23. November 2022 |
| 2     | Hatschepsut: Die mächtigste Frau am Nil                       | 01:25 | 23. November 2022 |
| 3     | Isabella von Kastilien: Die Mutter des spanischen Staats      | 01:32 | 23. November 2022 |
| 4     | Königin Tamar: Die schwerttragende Georgierin                 | 01:41 | 23. November 2022 |
| 5     | Katharina von Medici: Eine kluge Königin in mörderischer Zeit | 01:24 | 23. November 2022 |
| 6     | Theophanu: Die mächtigste Frau des Abendlandes                | 01:25 | 23. November 2022 |
| 7     | Kleopatra: Die letzte Pharaonin Ägyptens                      | 01:25 | 23. November 2022 |
| 8     | Eleonore von Aquitanien: Eine Powerfrau und Kämpferin         | 01:34 | 23. November 2022 |
| 9     | Königin Victoria: Die Großmutter Europas                      | 01:36 | 23. November 2022 |
| 10    | Maria Stuart: Die geborene Verliererin                        | 01:33 | 23. November 2022 |